# Соня Моніна
Со́ня Мо́ніна (англ. Sonya Monina, справжнє ім'я — О́льга Георгі́єва, 29 грудня 1988, Брест, Білоруська РСР) — українська модельєрка чоловічого одягу, засновниця бренду SONYAMONINA. Авторка кількох технологічних та конструктивних технік.

## Життєпис
Ольга Георгієва народилася у Бресті. У 5-річному віці переїхала з родиною до Сімферополя. Тоді ж почала цікавитися створенням одягу та зробила свій перший ескіз. Першою самостійною роботою стала спідниця з бостону, заради якої вона перекроїла річ з материного гардеробу. 2003 року Ольга вступила до вищого професійного швейного училища на спеціальність «Кравець-закрійник». Протягом 2006—2012 років навчалася на спеціальності «Конструювання шкіряних та лимарних виробів» у Київському національному університеті технологій та дизайну. Саме під час навчання за нею закріпився псевдонім Соня Моніна, що згодом став назвою бренду. Впевнено йшла до мрії, не цураючись роботи конструкторки одягу та кравчині. Паралельно з основною роботою займалася створенням чоловічого та жіночого одягу.
У березні 2011 року Соня Моніна презентувала капсульну колекцію для жінок «М. У. Т. А. Ц. И. Я». Почесними гостями показу стали головний редактор «Vogue Paris» та радник Жана-Поля Готьє, що високо оцінили потенціал молодої дизайнерки та напророкували їй почесне місце у світі моди. На одному з міжнародних конкурсів Nuance Соня Моніна посіла перше місце з колекцією «Z.E.F.I.R.» та отримала запрошення на тиждень моди до Вашингтону. У вересні того ж року світ побачила перша колекція чоловічої лінійки одягу, що мала назву «8». Ідея розробки одягу для чоловіків спала дизайнерці на думку після переїзду до Києва. Її вразило, що більшість чоловіків вдягалися одноманітно та безбарвно, а дозволити собі брендові речі міг далеко не кожен, тож вона вирішила розробити лінійку чоловічих футболок за прийнятними цінами. З 2012 року дизайнерка зосередилася на створенні виключно чоловічого одягу. Тоді ж вона створила навчальну програму зі стилю для чоловіків, що складалася б з низки відео-курсів, статей та онлайн-уроків.

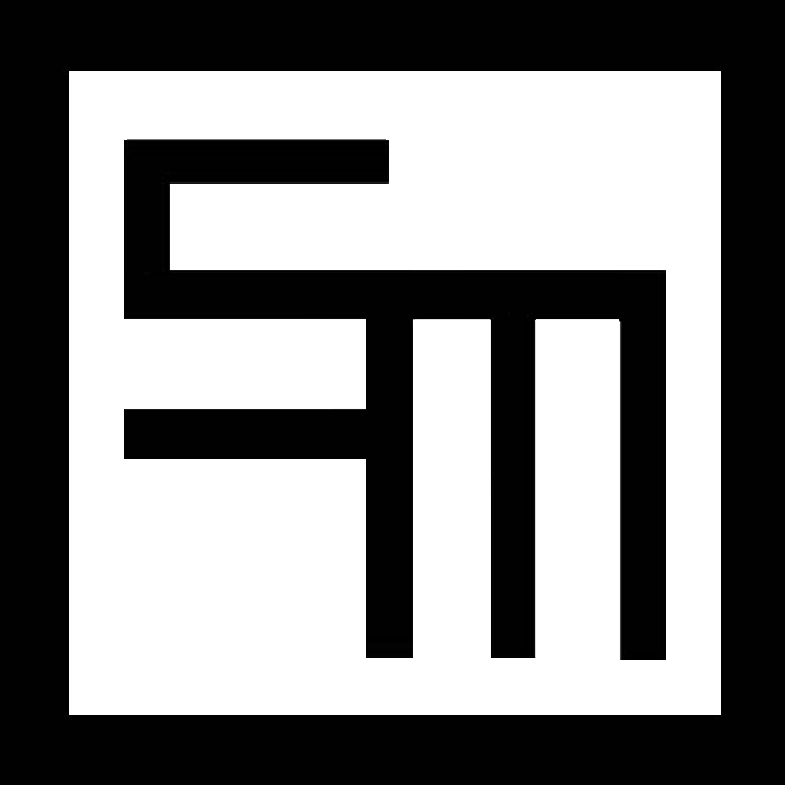
Логотип бренду

 На Українських тижнях моди бренд SONYAMONINA дебютував навесні 2013 року. У жовтні того ж року дизайнерка брала участь у проєкті «Fashion у прямому ефірі», що також проводився в рамках «Ukrainian Fashion Week». Метою проєкту було створення ефірних образів ведучих групи телеканалів «1+1 медіа». Соня Моніна займалася іміджем Олександра Моторного, що тривалий час працював кореспондентом ТСН, а згодом — ведучим новин телеканалу «2+2». На думку критики, завдяки бездоганному відчуттю модельєркою чоловічого настрою та любові ведучого до стилю casual, образ вийшов водночас стильним, практичним та мужнім. Окрім участі у проєкті Моніна презентувала нову лінійку одягу «NEO Couture». Приблизно в той же час займалася розробкою весільного костюму для режисера та кліпмейкера Влада Кочаткова — нареченого ведучої каналу «1+1» Соломії Вітвіцької.
24 жовтня 2015 року Соня Моніна взяла участь у десятому ювілейному Білоруському тижні моди, в рамках якого презентувала свою колекцію сезону весна/літо 2016. Моделями на її показі стали ведучі молодіжного телеканалу «Білорусь-2», які продемонстрували образ чоловіка «нового тисячоліття».
У квітні 2016 року на Московському конкурсі молодих модельєрів відбулася презентація нової колекції бренду сезону осінь-зима 2016—2017.
4 вересня 2018 року Соня Моніна після тривалої перерви знову взяла участь у показах «Ukrainian Fashion Week», презентувавши у «Мистецькому Арсеналі» колекцію весна/літо 2019, що поєднала у собі класичний та спортивний шик.

## Відомі клієнти
Окрім вищезгаданих Олександра Моторного та Влада Кочаткова, Соня Моніна неодноразово співпрацювала з відомими у медіа- та шоубізнесі людьми. Влітку 2011 року вона виступила у ролі креативної стилістки та дизайнерки під час зйомок кліпу випускниці «Фабрики Зірок 3» Сабріни. В різні часи її клієнтами були П'єр Нарцис, Оскар Кучера, Віталій Козловський, Андрій Кіше, Антон Зацепін та інші.